# Генерозий из Ортоны
Генерозий из Ортоны — святой мученик (умучен ок. 304 года). День памяти — 8 мая (первоначально память святого совершалась 19 сентября).
Святой защитник Ортона-деи-Марси, святой Генерозий был учеником святого мученика Руфа.
Он пострадал при гонениях времён императора Диоклетиана. Его останки были первоначально захоронены в 304 году в катакомбах Святого Себастьяна в Риме.
Память святого Генерозия совершается 8 мая, в тот месяц, когда его тело было перенесено в данные края. Его останки хранятся в Ортона-деи-Марси в приходской церкви. Каждый год статуя Святого проходит процессией по улицам краёв марсиканских.
Святой изображен в образе воина с оливковым деревом в левой руке и флагом с надписью "Святой щедрый защитник Ортона" справа.
В 1947 году в честь святого Генерозия был воздвигнут алтарь.